# Snowboard-Europacup 2006/07
Der Snowboard-Europacup 2006/07 war eine von der FIS organisierte Wettkampfserie, die zum Unterbau des Snowboard-Weltcups 2006/07 gehörte. Sie begann am 17. November 2006 in Saas-Fee und endete am 1. April 2007 in Serfaus sowie in Štrbské Pleso.

## Männer

### Podestplätze Männer
| Datum             | Austragungsort   | Disz.                 | Sieger               | Zweiter            | Dritter           |
| ----------------- | ---------------- | --------------------- | -------------------- | ------------------ | ----------------- |
| 17. November 2006 | Saas-Fee         | Halfpipe              | Dan Reymond          | Ilkka-Eemeli Laari | Christian Haller  |
| 25. November 2006 | Kaprun           | Snowboardcross        | Michal Novotný       | Reto Jenni         | David Speiser     |
| 26. November 2006 | Kaprun           | Snowboardcross        | Pierre Vaultier      | David Speiser      | Derek Wintermans  |
| 22. Dezember 2006 | Bad Gastein      | Parallelslalom        | Benjamin Karl        | Patrick Bussler    | Markus Schairer   |
| 21. Januar 2007   | Kühtai           | Parallelslalom        | Stefan Pletzer       | Anton Unterkofler  | Markus Schairer   |
| 30. Januar 2007   | Nendaz           | Parallelslalom        | Patrick Bussler      | Nevin Galmarini    | Anton Unterkofler |
| 11. Februar 2007  | Sankt Petersburg | Big Air               | Sergei Tarassow      | Nikolay Erohin     | Dmitriy Titushkin |
| 11. Februar 2007  | Sankt Petersburg | Parallelslalom        | Stanislaw Detkow     | Christian Veit     | Jossyp Penjak     |
| 17. Februar 2007  | Kopaonik         | Big Air               | Anze Susa            | Domen Bizjak       | Adam Balogh       |
| 18. Februar 2007  | Adelboden        | Riesenslalom          | Anton Unterkofler    | Stefan Pletzer     | Ingemar Walder    |
| 19. Februar 2007  | Adelboden        | Riesenslalom          | Anton Unterkofler    | Sylvain Dufour     | Nevin Galmarini   |
| 24. Februar 2007  | Otepää           | Big Air               | Arto Saraniemi       | Roni Rintala       | Petja Piiroinen   |
| 24. Februar 2007  | Klínovec         | Parallel-Riesenslalom | Anton Unterkofler    | Petr Šindelář      | Nevin Galmarini   |
| 25. Februar 2007  | Klínovec         | Parallel-Riesenslalom | Daniel Leitenstorfer | Anton Unterkofler  | Petr Šindelář     |
| 3. März 2007      | Kiew             | Parallelslalom        | Alexander Belkin     | Stefan Pletzer     | Aleksey Zhivaev   |
| 4. März 2007      | Kiew             | Parallelslalom        | Aleksey Zhivaev      | Alexander Belkin   | Stanislaw Detkow  |
| 6. März 2007      | Leysin           | Slopestyle            | Henrik Mikkelsgaard  | Michael Macho      | Pekka Ruokanen    |
| 8. März 2007      | La Molina        | Parallel-Riesenslalom | Stefan Pletzer       | Heinz Inniger      | Ingemar Walder    |
| 9. März 2007      | Vogel            | Big Air               | Matevz Pristavec     | Luka Jeromel       | Anze Susa         |
| 10. März 2007     | Vogel            | Slopestyle            | Anze Susa            | Takacs Balazs      | Nejc Ferjan       |
| 16. März 2007     | Disentis         | Snowboardcross        | Jan Moreus           | Andre Burgener     | Andras Perathoner |
| 23. März 2007     | Innsbruck        | Big Air               | Kevin Bronckaers     | Anthony Smits      | Michael Macho     |
| 25. März 2007     | Haus im Ennstal  | Riesenslalom          | Alexander Maier      | Žan Košir          | Ingemar Walder    |
| 31. März 2007     | Štrbské Pleso    | Parallel-Riesenslalom | Anton Unterkofler    | Stefan Pletzer     | Heinz Inniger     |
| 1. April 2007     | Štrbské Pleso    | Parallel-Riesenslalom | Benjamin Karl        | Ingemar Walder     | Heinz Inniger     |
| 1. April 2007     | Serfaus          | Snowboardcross        | David Bakeš          | Michal Novotný     | Rok Rogelj        |

### Gesamtwertungen Männer
| Rang | Name                 | Punkte |
| ---- | -------------------- | ------ |
| 1    | Anton Unterkofler    | 4235   |
| 2    | Stefan Pletzer       | 3963   |
| 3    | Nevin Galmarini      | 2520   |
| 4    | Petr Šindelář        | 2134   |
| 5    | Daniel Leitenstorfer | 2059   |
| 6    | Aleksey Zhivaev      | 1755   |
| 7    | Ingemar Walder       | 1710   |
| 8    | Alexander Belkin     | 1650   |
| 9    | Benjamin Karl        | 1498   |
| 10   | Stanislaw Detkow     | 1350   |

| Rang | Name               | Punkte |
| ---- | ------------------ | ------ |
| 1    | Michal Novotný     | 975    |
| 2    | David Speiser      | 700    |
| 3    | David Bakeš        | 597    |
| 4    | Andreas Perathoner | 525    |
| 5    | Jan Moreus         | 516    |
| 6    | Michael Layer      | 515    |
| 7    | Fabio Caduff       | 505    |
| 7    | Reto Jenni         | 505    |
| 9    | Pierre Vaultier    | 500    |
| 10   | Andre Burgener     | 407    |

| Rang | Name                | Punkte |
| ---- | ------------------- | ------ |
| 1    | Dan Reymond         | 500    |
| 2    | Ilkka-Eemeli Laari  | 400    |
| 3    | Christian Haller    | 300    |
| 4    | Xaver Hoffmann      | 250    |
| 5    | Therry Brunner      | 225    |
| 6    | Rolf Feldmann       | 200    |
| 7    | Sergio Berger       | 180    |
| 8    | Stephan Maurer      | 160    |
| 9    | Gian-Luca Cavigelli | 145    |
| 10   | Yoon Jung-min       | 130    |

| Rang | Name                | Punkte |
| ---- | ------------------- | ------ |
| 1    | Henrik Mikkelsgaard | 500    |
| 1    | Anze Susa           | 500    |
| 3    | Michael Macho       | 430    |
| 4    | Takacs Balazs       | 400    |
| 5    | Nejc Ferjan         | 300    |
| 5    | Rukka Ruokanen      | 300    |
| 7    | Kim-Andre Eliasen   | 250    |
| 7    | Matevz Pristavec    | 250    |
| 9    | Klemen Flisar       | 225    |
| 9    | Mikael Solstad      | 225    |

| Rang | Name             | Punkte |
| ---- | ---------------- | ------ |
| 1    | Anze Susa        | 910    |
| 2    | Luca Jeromel     | 625    |
| 2    | Anthony Smits    | 625    |
| 4    | Kevin Bronckaers | 500    |
| 4    | Matevz Pristavec | 500    |
| 4    | Arto Saraniemi   | 500    |
| 4    | Sergei Tarassow  | 500    |
| 8    | Michael Macho    | 445    |
| 9    | Mario Benio      | 430    |
| 10   | Domen Bizjak     | 400    |

## Frauen

### Podestplätze Frauen
| Datum             | Austragungsort   | Disz.                 | Sieger                  | Zweiter               | Dritter               |
| ----------------- | ---------------- | --------------------- | ----------------------- | --------------------- | --------------------- |
| 17. November 2006 | Saas-Fee         | Halfpipe              | Manuela Laura Pesko     | Paulina Ligocka       | Holly Crawford        |
| 25. November 2006 | Kaprun           | Snowboardcross        | Mellie Francon          | Sandra Frei           | Zoe Gillings          |
| 26. November 2006 | Kaprun           | Snowboardcross        | Sandra Frei             | Oceane Pozzo          | Simone Meiler         |
| 22. Dezember 2006 | Bad Gastein      | Parallelslalom        | Tomoka Takeuchi         | Isabella Dal Balcon   | Camille de Faucompret |
| 21. Januar 2007   | Kühtai           | Parallelslalom        | Jekaterina Iljuchina    | Nathalie Desmeres     | Gloria Kotnik         |
| 30. Januar 2007   | Nendaz           | Parallelslalom        | Romy Pletzer            | Joh Shaw              | Selina Jörg           |
| 11. Februar 2007  | Sankt Petersburg | Parallelslalom        | Jekaterina Tudegeschewa | Jekaterina Iljuchina  | Alena Kuleshova       |
| 18. Februar 2007  | Adelboden        | Riesenslalom          | Camille de Faucompret   | Jekaterina Iljuchina  | Jessica Eschgfäller   |
| 19. Februar 2007  | Adelboden        | Riesenslalom          | Jekaterina Iljuchina    | Camille de Faucompret | Marion Insam          |
| 24. Februar 2007  | Klínovec         | Parallel-Riesenslalom | Teodora Pentschewa      | Anke Karstens         | Zuzana Vojtechova     |
| 25. Februar 2007  | Klínovec         | Parallel-Riesenslalom | Anja Puggl              | Anke Karstens         | Marzia di Bella       |
| 3. März 2007      | Kiew             | Parallelslalom        | Jekaterina Iljuchina    | Sandra Michel         | Jessica Eschgfäller   |
| 4. März 2007      | Kiew             | Parallelslalom        | Jekaterina Iljuchina    | Gloria Kotnik         | Marzia di Bella       |
| 6. März 2007      | Leysin           | Slopestyle            | Hanna Laukkanen         | Eva Lindbichler       | Heidi Paumola         |
| 8. März 2007      | La Molina        | Parallel-Riesenslalom | Jekaterina Iljuchina    | Camille de Faucompret | Marzia di Bella       |
| 9. März 2007      | Vogel            | Big Air               | Urška Pribošič          | Pia Meusberger        | Melanie Maier         |
| 10. März 2007     | Vogel            | Slopestyle            | Melanie Maier           | Ana Rumiha            | Urška Pribošič        |
| 16. März 2007     | Disentis         | Snowboardcross        | Melanie Moderegger      | Raffaella Brutto      | Corinna Färbinger     |
| 23. März 2007     | Innsbruck        | Big Air               | Carolien Morren         | Eva Lindbichler       | Pia Meusberger        |
| 25. März 2007     | Haus im Ennstal  | Riesenslalom          | Ina Meschik             | Anke Karstens         | Gloria Kotnik         |
| 31. März 2007     | Štrbské Pleso    | Parallel-Riesenslalom | Marzia di Bella         | Jessica Eschgfäller   | Karolina Sztokfisz    |
| 1. April 2007     | Štrbské Pleso    | Parallel-Riesenslalom | Jessica Eschgfäller     | Sandra Michel         | Teodora Pentschewa    |
| 1. April 2007     | Serfaus          | Snowboardcross        | Simone Meiler           | Gesine Sahlfeld       | Susanne Moll          |

### Gesamtwertungen Frauen
| Rang | Name                  | Punkte |
| ---- | --------------------- | ------ |
| 1    | Jekaterina Iljuchina  | 4025   |
| 2    | Marzia di Bella       | 2785   |
| 3    | Sandra Michel         | 2720   |
| 4    | Jessica Eschgfäller   | 2590   |
| 5    | Gloria Kotnik         | 2270   |
| 6    | Teodora Pentschewa    | 2150   |
| 7    | Anke Karstens         | 1950   |
| 8    | Alena Kuleshova       | 1796   |
| 9    | Anja Puggl            | 1744   |
| 10   | Camille de Faucompret | 1600   |

| Rang | Name                 | Punkte |
| ---- | -------------------- | ------ |
| 1    | Simona Meiler        | 945    |
| 2    | Sandra Frei          | 900    |
| 3    | Susanne Moll         | 640    |
| 4    | Oceane Pozzo         | 580    |
| 5    | Klara Havlikova      | 540    |
| 6    | Mellie Francon       | 500    |
| 6    | Melanie Moderegger   | 500    |
| 8    | Diane Thermoz Liaudy | 450    |
| 9    | Anna Zens            | 435    |
| 10   | Corinna Färbinger    | 425    |

| Rang | Name                   | Punkte |
| ---- | ---------------------- | ------ |
| 1    | Manuela Laura Pesko    | 500    |
| 2    | Paulina Ligocka        | 400    |
| 3    | Holly Crawford         | 300    |
| 4    | Mirabelle Thovex       | 250    |
| 5    | Ursina Haller          | 225    |
| 6    | Anne Sophie Pellissier | 200    |
| 7    | Angele Clavet          | 180    |
| 8    | Émilie Aubry           | 160    |
| 9    | Andrea Schuler         | 145    |
| 10   | Lesley McKenna         | 130    |

| Rang | Name             | Punkte |
| ---- | ---------------- | ------ |
| 1    | Melanie Maier    | 630    |
| 2    | Hanna Laukkanen  | 500    |
| 3    | Eva Lindbichler  | 400    |
| 3    | Ana Rumiha       | 400    |
| 5    | Heidi Paumola    | 300    |
| 5    | Urška Pribošič   | 300    |
| 7    | Pia Meusberger   | 260    |
| 8    | Anja Stefan      | 250    |
| 8    | Mirabelle Thovex | 250    |
| 10   | Katja Fricelj    | 225    |

| Rang | Name             | Punkte |
| ---- | ---------------- | ------ |
| 1    | Pia Meusberger   | 700    |
| 2    | Carolien Morren  | 500    |
| 2    | Urška Pribošič   | 500    |
| 2    | Ana Rumiha       | 500    |
| 5    | Cilka Sadar      | 425    |
| 6    | Eva Lindbichler  | 400    |
| 7    | Anja Stefan      | 360    |
| 8    | Melanie Maier    | 300    |
| 9    | Nadja Purtschert | 225    |
| 10   | Katja Fricelj    | 200    |